# Kättilstads distrikt
Kättilstads distrikt är ett distrikt i Kinda kommun och Östergötlands län. 
Distriktet ligger sydost om Rimforsa. 

## Tidigare administrativ tillhörighet
Distriktet inrättades 2016 och utgörs av socknen Kättilstad i Kinda kommun.
Området motsvarar den omfattning Kättilstads församling hade vid årsskiftet 1999/2000.